# La Perrière (Savoie)
La Perrière is een plaats en voormalige gemeente in het Franse departement Savoie in de regio Auvergne-Rhône-Alpes. De plaats maakt deel uit van het arrondissement Albertville. De gemeente fuseerde op 1 januari 2017 met de gemeente Saint-Bon-Tarentaise tot de commune nouvelle Courchevel.

## Geografie
De oppervlakte van La Perrière bedraagt 10,0 km², de bevolkingsdichtheid is 35,3 inwoners per km².
De onderstaande kaart toont de ligging van La Perrière (Savoie) met de belangrijkste infrastructuur en aangrenzende gemeenten.

## Demografie
Onderstaande figuur toont het verloop van het inwonertal (bron: INSEE-tellingen).